# Ponte del Diavolo (Torcello)
Il Ponte del Diavolo è uno dei due ponti dell'isola di Torcello facente parte del Comune di Venezia, nella Laguna Veneta.
È assai caratteristico in quanto, assieme al Ponte Chiodo a Cannaregio, ha le fattezze degli antichi ponti veneziani, senza parapetto. Scavalca il canale Maggiore, la via d'acqua che collega il piccolo centro storico di Torcello alla laguna.
L'origine del nome del ponte è ancora inspiegabile. Taluni affermano che Diavoli fosse il soprannome di una famiglia locale, altri la fanno risalire ad una leggenda.
Le recenti indagini archeologiche hanno confermato che la sua edificazione risale al XV secolo, in quanto nel terriccio presente tra l'arco in mattoni ed il piano di calpestio, anch'esso in mattoni, sono stati ritrovati reperti databili a quel periodo.
Si è però potuto constatare che le sue fondazioni si innestavano su fondazioni preesistenti, databili al XIII secolo, appartenenti ad un precedente ponte probabilmente piano e più stretto dell'attuale di circa un metro.
Il 6 agosto 2009 si è concluso il radicale restauro del monumento, con un intervento che ha rigorosamente mantenuto la struttura e la sovrastruttura originali rinforzandone l'arco e le spalle.